# Kiera Hogan
Kiera Hogan (nacida el 16 de septiembre de 1994) es una luchadora profesional estadounidense, quien actualmente trabaja en All Elite Wrestling (AEW). Hogan también ha trabajado en Mujeres Superstars Uncensored, donde  fue la excampeona de Spirit.

## Carrera

### Inicios (2015-2018)
Hogan empezó su carrera wrestling por todas partes Atlanta en 2015. Derrote Owen Caballero para ganar el WWA4 Intergender Championship Encima del 16 de abril, 2015. Devenga un regular durante la Georgia independiente wrestling, compitiendo para promociones como Atlanta Wrestling Diversión y el Todo-Protagonizar Wrestling Red. En noviembre de 2015,  empiece trabajar para la Organización De Moderno Extremo Grappling Artes (OMEGA) en Carolina del Norte. En 2016, Hogan empezó trabajar durante los Estados Unidos, compitiendo para promociones como Booker T Realidad de Wrestling en Houston y Brillo Wrestling en Florida. El 11 de febrero de 2017,  capture el WSU Campeonato de Espíritu en el WSU décimo Espectáculo de Aniversario en Vorhees, New Jersey. Encima 16 de junio de, 2018, Hogan perdió el WSU título de Espíritu contra Jordynne Gracia.

### Impact Wrestling (2017-2021)

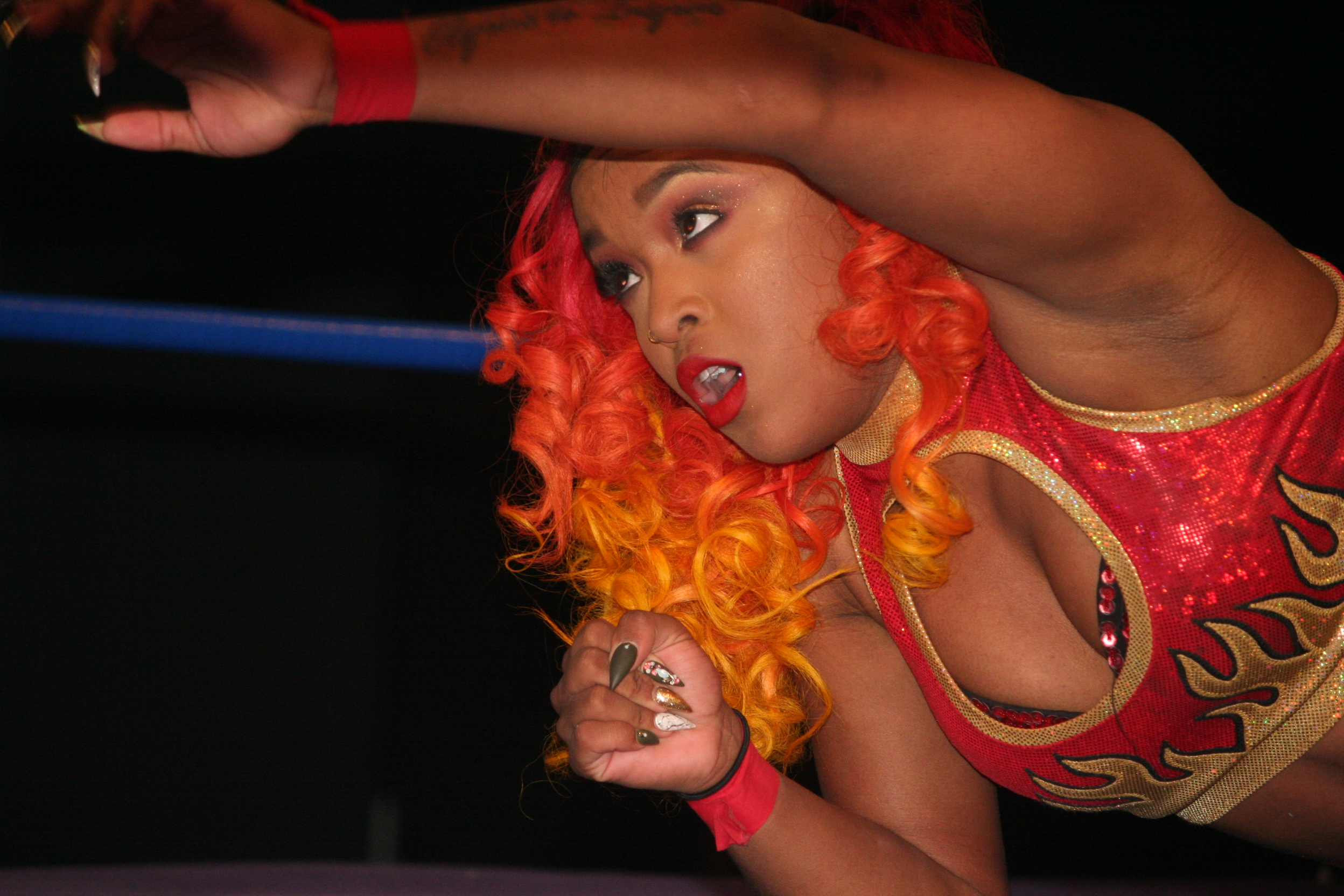
Hogan en el ring en 2018

El 17 de agosto de 2017, se informó que Impact Wrestling (entonces conocido como Global Force Wrestling) había firmado un contrato con Hogan. El 1 de febrero de 2018, episodio de Impact!, Hogan hizo su debut en Impact Wrestling, derrotando al campeón de Impact Knockouts Laurel Van Ness en una lucha no titular. Reciba un partido de campeonato en el episodio siguiente de Impact! Dónde  luche en un esfuerzo de perder. Hogan tuvo su primera paga-por-partido de vista encima Redención, cuándo ella unsuccessfully Taya desafiada Valkyrie. Hogan recived un rematch contra Valkyrie en el mayo 3 episdoe de Impacto!, cuándo  gane por descalificación después de ser atacado por Tessa Blanchard durante el partido. Seguido que incidente, Hogan afrontó Blanchard en el mayo 17 episodio de Impacto!, cuándo  pierda. Después del partido, Blanchard le atacó hasta que Madison Rayne hecho el salvar. En el junio 14 episodio de Impacto! Hogan unsuccessfully desafiado Blanchard una vez más en un Ningún partido de Descalificación. El 4 de octubre del episodio de Impact!, Hogan perdió a Su Yung. Después del partido, Yung y Allie brawled. Hogan salvó Allie de Yung, sólo para ser puesto dentro de un ataúd por Yung. En Bound for Glory, Allie rescató Hogan del Undead Reino.
En el Impact! del 13 de octubre, junto a Tasha Steelz se enfrentaron a Havok & Nevaeh y a Taya Valkyrie & Rosemary en una Triple Threat Tag Team Match, sin embargo perdieron. En Bound For Glory, participó en el Call Your Shot Gauntlet Match, entrando de #12, sin embargo fue eliminada por Havok. 3 días después en Impact!, junto a Tasha Steelz derrotaron a Alisha Edwards & Jordynne Grace. En el Impact! del 24 de noviembre, junto a Tasha Steelz derrotaron a Sea Stars (Ashley Vox & Delmi Exo) en la 1.ª Ronda del Torneo por los Campeonatos Knockouts en Parejas de Impact!, avanzando a la Semifinales, en el Impact! del 15 de diciembre, junto a Tasha Steelz derrotaron a Taya Valkyrie & Rosemary en la Semifinal del Torneo por los Campeonatos Knockouts en Parejas de Impact!, avanzando a la Final en Hard To Kill, debido a la interferencia de la Campeona Knockouts de Impact! Deonna Purrazzo & Kimber Lee durante el combate.
En Hard To Kill, junto a Tasha Steelz derrotaron a Havok & Nevaeh en la Final del Torneo, ganando los Campeonatos Knockouts en Parejas de Impact! por primera vez, antes del combate nombraron a su equipo como Fire 'N' Flave, después del combate fueron felicitadas por Gail Kim & Madison Rayne. Después de sus comentarios, el 22 de julio, Impact Wrestling rescindió el contrato de Hogan con ellos y dejó la compañía.

### Women of Wrestling (2018-presente)
Hogan hizo su debut en Women of Wrestling (WOW) durante su grabación en octubre de 2018, bajo el nombre de Fire. En el primer episodio de WOW que se estrenó en AXS TV el 18 de enero de 2019, Fire tuvo su primera lucha en WOW, donde desafió sin éxito a Abilene Maverick. A lo largo de la segunda temporada en AXS TV, Fire se asoció con Adrenaline en el torneo de parejas por los vacantes Campeonatos en Parejas de WOW, en el que ganaron en la final de la segunda temporada en AXS TV el 16 de mayo, que se transmitió por retraso de la cinta el 23 de noviembre.

### National Wrestling Alliance (2021-2022)
Hizo su debut en NWA EmPowerrr, donde participó en la NWA Women's Invitational Cup Gauntlet Match, entrando de #2, eliminando a Debbie Malenko, sin embargo fue eliminada por Masha Slamovich. En Hard Times 2, se enfrentó a Mickie James por el Campeonato de Knockouts de Impact, sin embargo perdió.
A comienzos de 2022, en el episodio de Powerrr emitido el 11 de enero, derrotó a Christi Jaynes, Jennacide y a Kenzie Paige ganando una oportunidad al Campeonato Mundial Femenino de NWA. En el episodio de Powerrr emitido el 8 de febrero, se enfrentó a Kamille por el Campeonato Mundial Femenino de NWA, sin embargo perdió.

### All Elite Wrestling (2021-presente)
Hogan hizo su debut en AEW el 11 de agosto de 2021 contra la ex campeona femenina Hikaru Shida en AEW Dark: Elevation en la que no tuvo éxito.

#### Ring Of Honor (2022-presente)
En el episodio de Ring Of Honor On Honor Club emitido el 22 de junio, se enfrentó a Athena por el Campeonato Mundial Femenino de ROH en una Chicago Street Fight, sin embargo perdió.

## Vida personal

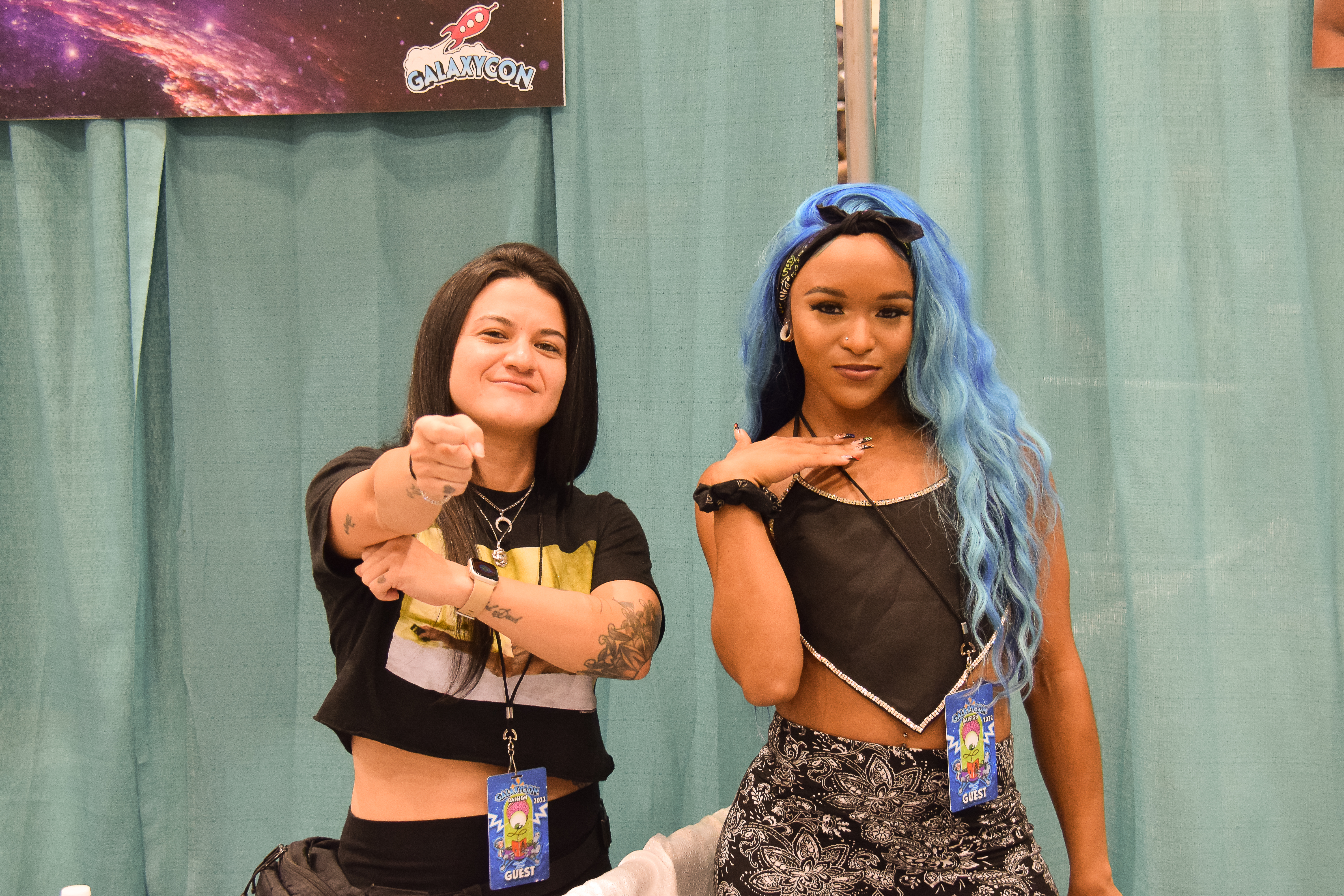
Las luchadoras profesionales estadounidenses Diamante y Kiera Hogan en julio de 2022

El 20 de julio de 2019, Hogan dio a conocer mediante una publicación en su Instagram que ella y Diamante (ex compañera de la empresa Impact Wrestling), se encuentran en una relación.

## Campeonatos y logros
- Impact Wrestling

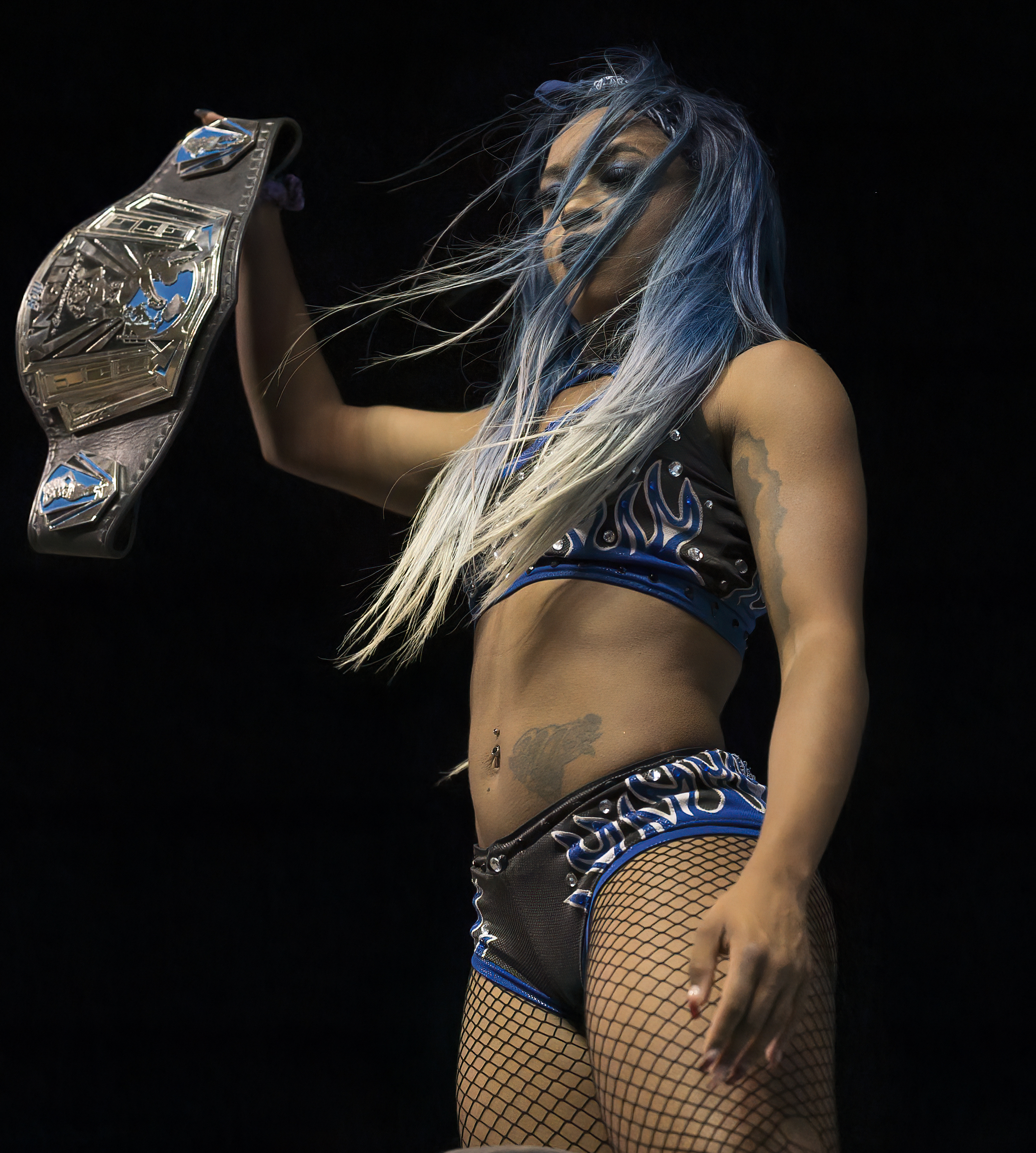
Hogan como Campeona Femenina de RCW en septiembre de 2019

  - Impact Knockouts Tag Team Championship (2 veces) - con Tasha Steelz

- River City Wrestling
  - RCW Women's Championship (1 vez, actual)[34]

- Women Superstars Uncensored
  - WSU Spirit Championship (1 vez)[35][36][37]

- World Wrestling Alliance 4
  - WWA4 Intergender Champion (1 vez)[38]

- Women of Wrestling
  - WOW Tag Team Championship (1 vez, actual) – con Adrenaline[39]
  - WOW Tag Team Championship Tournament (2019) – con Adrenaline[39]

- Pro Wrestling Illustrated
  - Situada en el N°67 en el PWI Female 100 en 2018
  - Situada en el Nº54 en el PWI Female 100 en 2019